# Аскамп, Марлис
Марлис Аскамп (нем. Marlies Askamp; род. 7 августа 1970 года в Дорстене, район Рекклингхаузен, земля Северный Рейн-Вестфалия, Германия) — немецкая профессиональная баскетболистка, выступавшая в женской национальной баскетбольной ассоциации. Не выставляла свою кандидатуру на драфт ВНБА 1997 года, но ещё до старта дебютного сезона ВНБА подписала контракт с командой «Финикс Меркури». Играла на позиции центровой.

## Ранние годы
Марлис Аскамп родилась 7 августа 1970 года в городе Дорстен (земля Северный Рейн-Вестфалия).